# Płytka ćwierćfalowa
Płytka ćwierćfalowa (ćwierćfalówka) – przyrząd optyczny zmieniający polaryzację przechodzącego przez niego światła o określonej dla przyrządu długości fali. Światło o polaryzacji w kierunku osi szybkiej przechodzące przez płytkę wyprzedza światło o kierunku polaryzacji wolnej o ćwierć długości fali (stąd nazwa).

Otrzymywanie światła spolaryzowanego kołowo przez przejście przez polaryzator i płytkę ćwierćfalową

## Wyjaśnienie
Płytka wykonana jest z materiału dwójłomnego, w którym prędkość rozchodzenia się światła, a tym samym i długość fali, zależy od kierunku polaryzacji światła. Światło padając na płytkę, w której oś optyczna jest równoległa do powierzchni, nie rozszczepia się, jednak składowe fali o różnych polaryzacjach poruszają się z różnymi prędkościami. Dlatego następuje przesunięcie jednej polaryzacji względem drugiej. Różnica dróg optycznych wynosi:
{\displaystyle \Delta s=d\Delta n,}
gdzie:
- Różne prędkości rozchodzenia się fal spolaryzowanych w ćwierćfalówce.Zmiana polaryzacji liniowej na kołową w ćwierćfalówce.{\displaystyle d} – grubość płytki,

Różne prędkości rozchodzenia się fal spolaryzowanych w ćwierćfalówce.

Zmiana polaryzacji liniowej na kołową w ćwierćfalówce.

- {\displaystyle \Delta n} – współczynnik dwójłomności (różnica współczynników załamania dla obu polaryzacji).

Aby otrzymać przesunięcie o ćwierć długości fali {\displaystyle (\lambda )} należy odpowiednio dobrać grubość płytki, tak aby spełniała warunek:
{\displaystyle \Delta s(\operatorname {mod} \lambda )\equiv {\frac {1}{4}}\lambda .}
Płytka ćwierćfalowa o najmniejszej możliwej grubości nazywana jest płytką zerowego rzędu. Ze względu na kruchość kryształów zdecydowanie częściej stosuje się płytki, w których droga optyczna jest wielokrotnością długości fali plus ćwierć długości fali. W płytce rzędu n różnica dróg optycznych wynosi:
{\displaystyle \Delta s={\frac {\lambda (n+1)}{4}}.}

## Własności
- Przepuszcza całe padające na nią światło zmieniając jedynie stan jego polaryzacji.
- Nie polaryzuje światła niespolaryzowanego.
- Światło spolaryzowane liniowo zamienia na światło spolaryzowane eliptycznie zależnie od kąta polaryzacji względem osi szybkiej płytki i tak w szczególności:
  - gdy oś płytki (szybka lub wolna) pokrywa się z kierunkiem polaryzacji światła, nie zmienia polaryzacji,
  - gdy płaszczyzna polaryzacji światła tworzy kąt 45° z osią płytki, to światło zmienia polaryzację na kołową.
- Zmienia światło spolaryzowane kołowo na światło spolaryzowane liniowo.

## Zastosowania
Stosowana jest m.in. w mikroskopii polaryzacyjnej do analizowania stanu polaryzacji światła oraz do zmiany stanu polaryzacji światła.
Płytkę ćwierćfalową używa się do budowy polaryzatorów kołowych. Polaryzator kołowy otrzymuje się poprzez sklejenie polaryzatora liniowego i płytki ćwierćfalowej tak by kierunek polaryzacji polaryzatora tworzył kąt 45° z płaszczyzną wyznaczoną przez oś optyczną i kierunek promienia światła (patrz własności płytki). Tak uzyskany układ optyczny polaryzuje kołowo tylko światło padające od strony polaryzatora.